# 貝達拉里海岸國家公園
36°35′40″N 30°30′38″E / 36.59444°N 30.51056°E

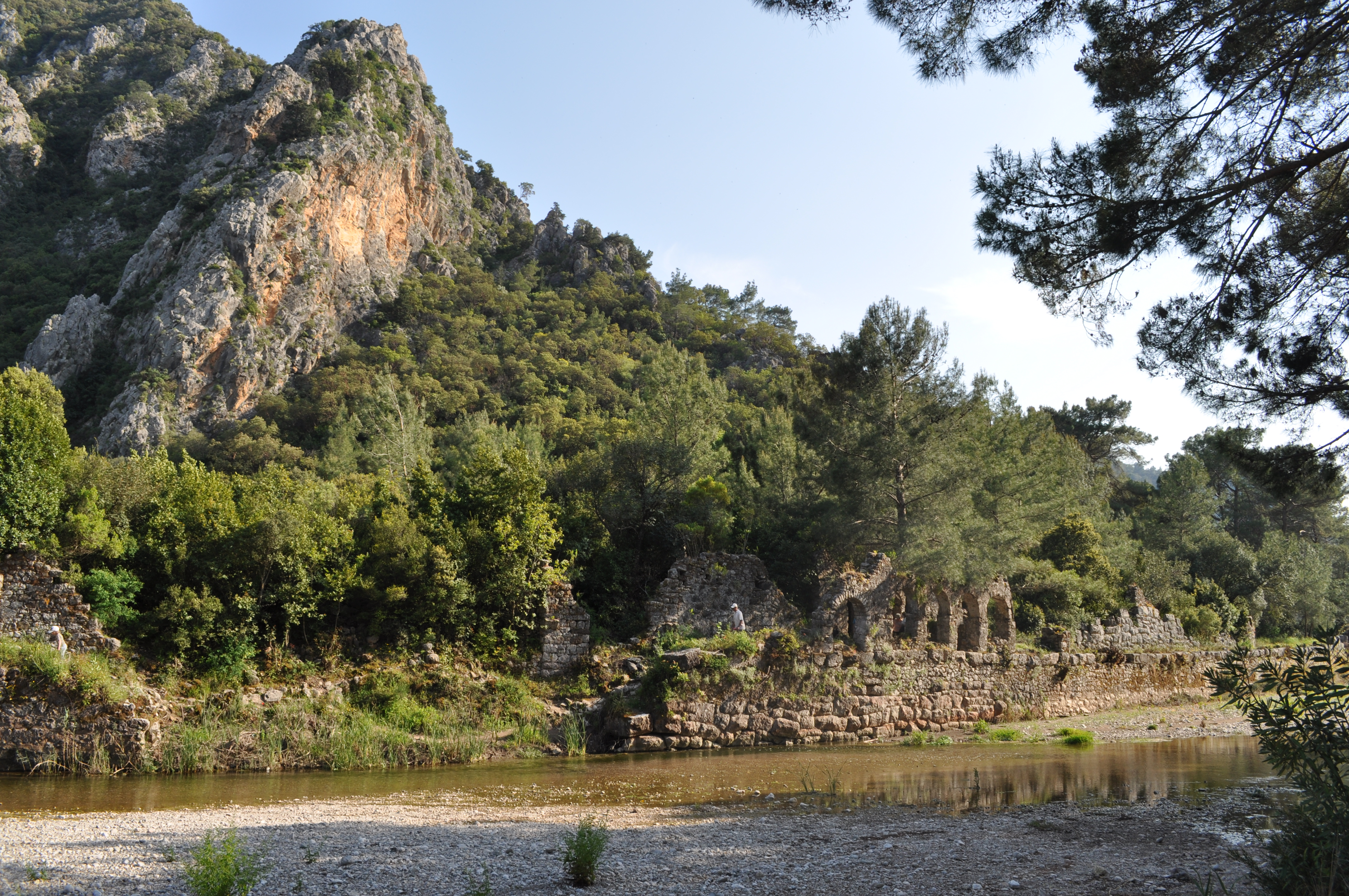

貝達拉里海岸國家公園是土耳其的國家公園，位於該國南部安塔利亞省，成立於1972年3月16日，面積344平方公里，可進行海上運動、野餐、露營、徒步旅行、登山、滑翔傘等活動。
- National Parks of Turkey （页面存档备份，存于）